# پیام فروتن
پیام فروتن (زادهٔ ۱۳ اردیبهشت ۱۳۵۲) طراح صحنه و کارگردان ایرانی است. او دو بار برندهٔ جایزهٔ بهترین طراح صحنه از جشنواره تئاتر فجر شده‌است.

## زندگی
او تحصیلات ابتدایی خود را در مدرسه نجفی قدسی تهران پشت سر گذاشت و در سال ۱۳۶۱ همراه با خانواده به کرج نقل مکان کرد. در همین دوران (۱۳۶۶) در کلاس‌های آموزش تئاتر شرکت کرده و تحت آموزش نخستین اساتید خود آتش تقی‌پور، مهرانه مهین‌ترابی، شهین علیزاده، اصغر فریدی‌ماسوله و آزیتا صالحی قرار گرفت. او در سال ۱۳۷۰ دیپلم خود در رشته علوم تجربی را کسب کرد و در همان سال وارد دانشکده هنرهای زیبای دانشگاه تهران شد و در رشته هنرهای نمایشی به ادامه تحصیل پرداخت. فروتن مدرک کارشناسی خود را در سال ۱۳۷۴ در گرایش طراحی صحنه به دست آورد. پایان‌نامه کارشناسی او در بخش نظری «کانستراکتیویسم» و در بخش عملی، طراحی صحنه و ساخت ماکت برای نمایشنامه فاوست گوته بود.
فروتن در سال ۱۳۷۷ وارد دانشکده سینما تئاتر دانشگاه هنر تهران شد تا در دوره کارشناسی ارشد ادبیات نمایشی به ادامه تحصیل بپردازد. پایان‌نامه کارشناسی ارشد او نیز دربارهٔ فاوست گوته بود. در سال ۱۳۷۸، با نغمه ثمینی که در مقطعی همکلاس سابق او در دوره کارشناسی بود ازدواج کرد.
پیام فروتن در سال ۱۳۷۹ موفق به دفاع از پایان‌نامه‌اش شد و مدرک کارشناسی ارشد خود را کسب کرد.
از سال ۱۳۷۸ طراحی فضاهای داخلی متعددی را در تهران و شهرستان‌ها از جمله کیش انجام داد و همزمان فعالیت روزنامه‌نگاری خود را نیز آغاز کرد. از جمله نشریاتی که با آنها همکاری کرد عبارتند از: گزارش روز، مجله فیلم، مجله صنعت سینما، روزنامه شرق (دوره اول)، روزنامه جام جم، روزنامه ایران و سروش بانوان. او از سال ۱۳۸۰ همکاری خود با انتشارات سروش را در مقام دبیر بخش نقد برنامه‌های تلویزیونی آغاز کرد و تا سال ۱۳۸۳ به فعالیت خود در این نشریه ادامه داد. در همین سال، با تغییر سردبیری سروش، به نشریه نوپای همشهری محله پیوست و تا سال ۱۳۸۸ در سمت دبیر منطقه ۳ و ۶ با محمدرضا زائری و علیرضا معزی همکاری کرد.
پیام فروتن در سال ۱۳۸۳ به عضویت هیئت علمی گروه هنرهای نمایشی دانشکده هنرهای زیبای دانشگاه تهران درآمد و تدریس رشته طراحی صحنه را آغاز کرد. او برای مدتی دستیار تدریس استاد خسرو خورشیدی نیز بود. در تمام این سال‌ها فروتن علاوه بر کار روزنامه‌نگاری و تدریس به طراحی صحنه حرفه ای تئاتر، تلویزیون و سینما نیز پرداخت. فروتن در سال ۱۳۸۸، به عنوان نخستین نماینده ایران در چهارسالانه پراگ (PQ) شرکت کرد و شیوه جدید تئاتر ابداعی خود تحت عنوان «تئاتر استریپ» یا «فتوتئاتر» را در دانشگاه زوریخ ارائه کرد. 
در سال ۱۳۹۰ فروتن و نغمه ثمینی به آمریکا مهاجرت کردند و به عضویت هیئت علمی وابسته (استادیار) دانشکده درامای دانشگاه واشینگتن در سیاتل درآمدند. چهار سال بعد، پس از جدا شدن از نغمه ثمینی، به ایران بازگشت و فعالیت‌های گذشته خود را ادامه داد.
پیام فروتن در سال ۱۳۹۷ اعلام کرد به دلیل شرایط اسف‌بار تئاتر و سینمای ایران دیگر مبادرت به طراحی صحنه نخواهد کرد و تنها به تدریس اکتفا می‌کند. او در سال ۱۳۹۶ با لیلا شقاقی ازدواج کرد و هم‌اکنون در تهران سکونت دارند. 
او در دانشکدگان هنرهای زیبا اما بارها به بدرفتاری با دانشجویان، آسیب زدن به وسایل دانشجویان، رفتارهای غیرحرفه ای مانند عدم شرکت در کلاس های خود و اجبار دانشجویان به خرید محصولات خود متهم شده است. این مسئله سبب نامه های متفاوت به ریاست دانشکدگان هنرهای زیبا و خبرگزاری‌ انصاف نیوز شده است. 

## آثار

### طراحی صحنه تئاتر
- حسن کچل (کارگردان: رضا کشاورز، تماشاخانه استاد ناظرزاده، ایرانشهر، ۱۳۹۵)
- افسون معبد سوخته (کارگردان: کیومرث مرادی، تماشاخانه استاد سمندریان، ایرانشهر، ۱۳۹۴)
- شکلک (کارگردان: کیومرث مرادی، سالن شمس (اکو)، ۱۳۹۲ و ۱۳۹۳)
- از امام حسین تا آزادی (کارگردان: پیام فروتن، گالری ایست، ۱۳۹۰)
- دست‌های دکتر زملوایس (کارگردان: پیام فروتن، سالن استاد انتظامی، خانه هنرمندان، ۱۳۹۰)
- اسب‌های آسمان خاکستر می‌بارند (کارگردان: پیام فروتن، سالن استاد سمندریان دانشکده هنرهای زیبا، ۱۳۸۹)
- من راشل کوری هستم (کارگردان: پیام فروتن، تالار مولوی، ۱۳۸۸)
- خانه (کارگردان: کیومرث مرادی، سالن قشقایی، تئاتر شهر، ۱۳۸۸)
- تئاتر استریپ فاوست (کارگردان: پیام فروتن، سالن استاد انتظامی، خانه هنرمندان، ۱۳۸۸)
- رؤیای شب نیمه پائیز (کارگردان: کیومرث مرادی، سالن قشقایی، تئاتر شهر، ۱۳۸۷)
- بیژن و منیژه (کارگردان: دکتر محمود عزیزی، سالن اصلی، ۱۳۸۷)
- کبود (کارگردان: مهرالسادات میرحسینی و رزیتا طلایی، جشنواره تئاتر ماه، ۱۳۸۶)
- مرگ و شاعر (کارگردان: کیومرث مرادی، سالن قشقایی، تئاتر شهر، دهلی نو، بمبئی ۱۳۸۶)
- گفت و گو با تروریست‌ها (کارگردان: پیام فروتن، تالار مولوی، ۱۳۸۵)
- کوچ در کوچ (کارگردان: حسین احمدی، سالن قشقایی، تئاتر شهر، ۱۳۸۵)
- حریر سرخ صنوبر (کارگردان: شکرخدا گودرزی، سالن قشقایی، تئاتر شهر، ۱۳۸۵)
- کابوس خیابان هفدهم (کارگردان: مسعود موسوی، سالن سایه، تئاتر شهر، ۱۳۸۵)
- ژولیوس سزار به روایت کابوس (کارگردان: کیومرث مرادی، سالن قشقایی، تئاتر شهر، ۱۳۸۵)
- غزل کفر (کارگردان: حسین مسافر آستانه، تالار وحدت، ۱۳۸۵)
- سلمان (کارگردان: دکتر محمود عزیزی، تالار اندیشه حوزه هنری، ۱۳۸۵)
- سه بچه خوک (کارگردان: افسانه زمانی، تالار هنر، ۱۳۸۴)
- شکلک (کارگردان: کیومرث مرادی، تالار قشقایی، تئاتر شهر، دهلی نو، جشنواره بهار ایرانی پاریس، ۱۳۸۴)
- روزی روزگاری آبادان (کارگردان: حمیدرضا آذرنگ، سالن سایه، ۱۳۸۵)
- شازده قورباغه (کارگردان: احمد ایرانی خواه، تالار مولوی، ۱۳۸۴)
- رابعه (کارگردان: حسین سحرخیز، تالار وحدت، ۱۳۸۳)
- پیشخدمت (کارگردان: بهزاد مرتضوی، سالن سایه، تئاتر شهر، ۱۳۸۳)
- وصیت نامه خانم سارا (کارگردان: علی روئین‌تن، جشنواره تئاتر ماه، ۱۳۸۳)
- این کدوم پنجشنبه است؟ (کارگردان: حمیدرضا آذرنگ، سالن سایه، ۱۳۸۳)
- ماندانا (کارگردان: مهرالسادات میرحسینی و رزیتا طلایی، سالن شماره ۲، تئاتر شهر ۱۳۸۳)
- خواب در فنجان خالی (کارگردان: کیومرث مرادی، تالار قشقایی، تئاتر شهر، دهلی نو، کلکته ۱۳۸۳)
- رازها و دروغ‌ها (کارگردان: کیومرث مرادی، تالار سایه، تئاتر شهر، ۱۳۸۲)
- افسون معبد سوخته (کارگردان: کیومرث مرادی، تالار قشقایی، تئاتر شهر، ۱۳۸۱)
- هشتمین سفر سندباد (کارگردان: کیومرث مرادی، سالن سایه، تئاتر شهر، ۱۳۷۹)
- تردستی‌های اسکاپن (کارگردان: شکرخدا گودرزی، سالن شهید آوینی، فرهنگسرای بهمن، ۱۳۷۸)
- سرود دوباره کلات (کارگردان: مهرالسادات میرحسینی و رزیتا طلایی، تالار مولوی، ۱۳۷۵)
- افق در استانبول (کارگردان: افسانه هنرور، سالن استاد سمندریان، پردیس هنرهای زیبا، ۱۳۷۴)
- شیر آتش‌نشانی (کارگردان: دکتر محمد مؤمنی، تالار مولوی، ۱۳۷۴)
- سیاوش سردار خاموش (کارگردان: علیرضا مهدی‌نیا، تالار مولوی، ۱۳۷۳)
- وقت حکایت رحمان (کارگردان: دکتر مجید سرسنگی، تالار مولوی، ۱۳۷۳)
- پرواز را به خاطر بسپار (کارگردان: شکرخدا گودرزی، تالار شهید آوینی، دانشگاه تهران، ۱۳۷۳)
- اگر رومئو یک لحظه دیرتر می‌رسید (کارگردان: مهدی مکاری، سالن استاد سمندریان، پردیس هنرهای زیبا، ۱۳۷۳)
- ترانه خاکستر (کارگردان: علیرضا لطف خدایی، تئاتر شهرتهران و تبریز، ۱۳۷۳)

### طراحی صحنه فیلم
- تهران شهر عشق (کارگردان: علی جابر انصاری، ۱۳۹۷)
- گنگ خواب دیده (کارگردان: علی عطشانی، ۱۳۹۰)
- در امتداد شهر (کارگردان: علی عطشانی، ۱۳۸۹)
- زیگزاگ (کارگردان: مجید توکلی، ۱۳۸۹)
- یک فنجان چای داغ (۱۳۹۳)
- جعبه موسیقی (کارگردان: فرزاد مؤتمن، ۱۳۸۵)
- تهران ساعت ۷ صبح (کارگردان: امیر شهاب رضویان، ۱۳۸۰)

### طراحی صحنه سریال
- همه بچه‌های ما (کارگردان: تاجبخش فنائیان، ۱۳۹۰ تا ۱۳۹۲)
- در مسیر زاینده رود (کارگردان: حسن فتحی، ۱۳۸۹)
- اشک‌ها و لبخندها (کارگردان: حسن فتحی: ۱۳۸۸)
- میوه ممنوعه (کارگردان: حسن فتحی، ۱۳۸۶)
- قدرتمندان سایه (تهیه‌کننده: نورالدین نیک روش، ۱۳۸۳)

### کارگردانی تئاتر
- پرفورمنس از امام حسین تا آزادی (گالری ایست، ۱۳۹۰)
- دست‌های دکتر زملوایس (سالن استاد انتظامی، خانه هنرمندان، ۱۳۹۰)
- اسب‌های آسمان خاکستر می‌بارند (سالن استاد سمندریان دانشکده هنرهای زیبا، ۱۳۸۹)
- من راشل کوری هستم (تالار مولوی، ۱۳۸۸)
- تئاتر استریپ فاوست (سالن استاد انتظامی، خانه هنرمندان، ۱۳۸۸)
- گفت و گو با تروریست‌ها (تالار مولوی، ۱۳۸۵)
- اهرام ثلاثه گوبارو (سالن استاد سمندریان، پردیس هنرهای زیبا، ۱۳۷۵)
- ورود مسیح به بروکسل (سالن استاد سمندریان، پردیس هنرهای زیبا، ۱۳۷۴)

## نمایشگاه‌ها
- نمایشگاه انفرادی نقاشی، نگارخانه فیروزه، تهران، ۱۳۸۰
- نمایشگاه انفرادی نقاشی، نگارخانه ایست، تهران، ۱۳۹۰
- نمایشگاه گروهی نقاشی، موزه نگارخانه HeArt سیاتل، آمریکا

## مقالات
- کووید ۱۹ و کشف قالبی تازه در تئاتر آنلاین: IGTV Drama
- نقش واقعیت مجازی و افزوده در طراحی صحنه تئاتر
- نقش آشیل در شکل‌گیری و ارتقاء طراحی صحنه تئاتر یونان باستان
- راهکارهایی برای طراحی و اجرای کارگاه سبز ساخت دکور تئاتر و سینما؛ از مفاهیم اولیه توسعه پایدار تا مولفه‌های زیست‌محیطی معماری سنتی ایران[۵]
- طراحی صحنه تئاتر با تأکید بر آرای آناکساگوراس[۶]
- خلق جهان مشترک هنری در فرارفتن هنرمند از خود نتیجه ای بر مبنای بررسی تطبیقی آثار دیوید هاکنی و کمال الدین بهزاد[۷]
- اساطیر و فناوری زیستی
- تناقض، پادفرهنگی و خودحذفی: رهیافتی بر کنش دانشجویان دورهٔ کارشناسی تئاتر دانشگاه تهران، در چهارچوب نظریات بوردیو[۸]
- راهبردهای طراحی صحنه‌های تهران دوران پهلوی اول در سینما و مجموعه‌های تلویزیونی[۹]
- طراحی شیوه صحنه پردازی با تمرکز بر ناخودآگاه طراحی صحنه اتفاقی[۱۰]
- معنا برای کدام مخاطب: جهانی یا محلی
- روایت مدرن در اجرای نمایش چگونه شکل می‌گیرد؟ کشف الگوی جدید تئاتر استریپ[۱۱]
- جهان تصویرسازی در طراحی صحنه تیاتر[۱۲]
- فلسفه توماس آکوئیناس قدیس و تأثیر آن بر طراحی صحنه نمایش‌های اواخر عصر میانه[۱۳]
- بررسی صحنه پردازی در نمایش‌های دینی
- رستم و اسفندیار و شیوه پرفورمنس[۱۴]
- در جست‌وجوی فرهنگ؛ از سنگلج تا اسپیناس رویال[۱۵]
- طراحی سیستم برای صحنه پردازی تئاتر[۱۶]
- تعزیه و تئاتر معاصر
- فوتوریسم و تحولات جدید در عرصه صحنه پردازی تئاتر
- ایده یابی و جهان تصویرسازی در نمایشنامه‌های جنگی
- بررسی صحنه پردازی در نمایش‌های دینی
- چگونه تئاتر و دنیای تجارت به کمک هم می‌آیند؟ کشف الگوی جدید: تئاتر استریپ

## کتاب‌ها
- رقص آبی پروانه (مجموعه داستان کوتاه)
- هنوز صبح نشده بگذار بخوابم (نمایشنامه)
- طراحان صحنه تئاتر یونان و روم باستان (تألیف)
- فرشته ای در اتاق نشیمن (ترجمه، ویرایش علمی)
- راهنمای عملی ساخت وسایل صحنه (ترجمه، ویرایش علمی)
- آنارشی تکچر: معماری، یک کنش سیاسی است (ترجمه)
- ۱۰۰ سال طراحی تولید فیلم، کتاب اول: عصر آرت دکو (تألیف)
- زیست نامه شکسپیر (ترجمه)
- ۷ درس بنیادین طراحی صحنه (ترجمه)
- تاریخ طراحی صحنه (دو جلدی) (ترجمه)
- مدیریت فرایند طراحی صحنه در تئاتر (ترجمه و تألیف)
- از صفحه تا صحنه: چگونگی برقراری ارتباط میان متن و تصویر توسط طراحان تئاتر (ترجمه)
- راهنمای تاریخی وسایل صحنه در تئاتر (ترجمه)
- ده طراح صحنه (تألیف، مشترک)
- راهنمای عملی ماکت سازی برای برای طراحی صحنه تئاتر (ترجمه)
- راهبردهای اساسی طراحی صحنه تئاتر (تألیف)
- صحنه صفر: پرسش‌های اساسی طراحی صحنه (تألیف)

## ابداعات
- شیوه اجرایی تئاتر استریپ (۱۳۸۸)
- شیوه اجرایی تئاتر ستارگان (۱۳۹۹)
- شیوه آموزشی طراحی صحنه SDL
- ابداع لگوی ویژه یادگیری طراحی صحنه
- ابداع دفتر اسکیس پلان بر اساس تالار وحدت (SDGP)
- ابداع وسیله آموزشی طراحی صحنه دروازه پلان (GP: Gate of Plan)
- ابداع روش آموزشی طراحی صحنه بر اساس شیوه دروازه پلان